# Julie Coin
Julie Coin (Amiens, 2 de dezembro de 1982) é uma ex-tenista profissional francesa. Em julho de 2009 atingiu a 60° no ranking da WTA.
Aposentou-se em 2015. Seu último jogo foi em novembro, na derrota para a compatriota Mathilde Johansson no WTA 125 de Limoges.

## Ligações Externas
- Perfil na WTA